# Obermumpf
Obermumpf (schweizerdeutsch: ˈoːbəɾˌmumpf) ist eine Einwohnergemeinde im Schweizer Kanton Aargau. Sie gehört zum Bezirk Rheinfelden und liegt im Westen der Region Fricktal, zwei Kilometer südlich der Grenze zu Deutschland.

## Geographie
Obermumpf liegt in der Mitte des Fischingertals, einem von Südosten nach Nordwesten verlaufenden Seitental des Hochrheins. Der flache Talboden ist kaum mehr als 100 Meter breit und geht unterhalb des Dorfes in eine tief eingeschnittene Schlucht über. Die angrenzenden Hügelzüge sind im unteren Bereich sehr steil und bewaldet, gehen aber im oberen Bereich in ausgedehnte Hochebenen über, auf denen Landwirtschaft betrieben wird. Dabei handelt es sich um die Mumpferflue (511 m ü. M.) im Norden, den Eikerberg (509 m ü. M.) im Osten, den Hellikerberg (541 m ü. M.) im Süden und den Looberg (581 m ü. M.) im Westen. Das Siedlungsgebiet erstreckt sich über eine Länge von rund eineinhalb Kilometern dem Bach entlang, wobei der grössere Teil rechtsufrig liegt.
Die Fläche des Gemeindegebiets beträgt 502 Hektaren, davon sind 191 Hektaren bewaldet und 48 Hektaren überbaut. Der höchste Punkt liegt auf 555 m ü. M. auf der Looberg-Hochebene, der tiefste auf 320 m ü. M. in der Schlucht des Fischingerbachs. Nachbargemeinden sind Mumpf im Nordwesten, Stein im Norden, Münchwilen im Nordosten, Schupfart im Osten, Hellikon im Süden und Zuzgen im Westen.

## Geschichte
Verschiedene Funde belegen, dass die Gegend bereits während der Jungsteinzeit vor rund 6500 Jahren besiedelt war. Mehrere Steinplattengräber weisen darauf hin, dass die Alamannen sich im 7./8. Jahrhundert hier niederliessen. Die erste urkundliche Erwähnung von Obermumphier erfolgte im Jahr 1302 in einem Verzeichnis des Bistums Basel. Der Ortsname stammt vom lateinischen ad montem ferri, was «beim Eisenberg» bedeutet. Die Mumpferfluh war während der zweiten Hälfte des 4. Jahrhunderts ein wichtiger Beobachtungspunkt an der Nordgrenze des Römischen Reiches gewesen. Die Kirche entstand im 10. oder 11. Jahrhundert als Gründung des Stiftes Säckingen.
Landesherren im Mittelalter waren die Grafen von Homberg-Tierstein, ab 1232 die Habsburger. Diese verpfändeten nach dem Waldshuterkrieg von 1468 das gesamte Fricktal an Burgund. Als die Burgunder von den Eidgenossen während der Burgunderkriege vernichtend geschlagen worden waren, kam Obermumpf 1477 wieder unter österreichische Herrschaft. Nach der Reichsreform des österreichischen Kaisers Maximilian I. gehörte Obermumpf ab 1491 zu Vorderösterreich und lag in der Landschaft Fricktal, einer untergeordneten Verwaltungseinheit der Kameralherrschaft Rheinfelden (ab 1752 im Oberamt Breisgau). Die niedere Gerichtsbarkeit lag zunächst beim Säckinger Dinghof Stein, ab 1498 beim Säckinger Schultheissen; kurz nach 1600 erfolgte die Eingliederung in die Vogtei Eiken.
Im 17. Jahrhundert gab es kaum längere Friedenszeiten. Der Rappenkrieg, ein Bauernaufstand, der im Nachbardorf Mumpf ausbrach, dauerte von 1612 bis 1614. Der Dreissigjährige Krieg, der zwischen 1633 und 1638 auch das Fricktal erfasste, warf das Dorf in seiner wirtschaftlichen Entwicklung zurück. Auch während des Pfälzischen Erbfolgekriegs (1688–1697) zogen fremde Truppen durch die Region. 1797 wurde das Fricktal nach dem Frieden von Campo Formio ein französisches Protektorat. Während des Zweiten Koalitionskrieges verlief hier die Frontlinie zwischen den Armeen Frankreichs und Österreichs. Am 20. Februar 1802 wurde Obermumpf eine Gemeinde im Distrikt Frick des Kantons Fricktal, der sich im August der Helvetischen Republik anschloss. Seit dem 19. Februar 1803 gehört die Gemeinde zum Kanton Aargau.
Jahrhundertelang lebten die Dorfbewohner von der Landwirtschaft und vom Weinbau. Daneben existierten eine Getreidemühle und eine Schmiede. Die Reben verschwanden zu Beginn des 19. Jahrhunderts wegen der Reblaus-Epidemie gänzlich. Erst seit den 1970er Jahren gibt es wieder einen Rebberg. Aufgrund des Kulturkampfes kam es Ende des 19. Jahrhunderts zu einer Spaltung der Kirchgemeinde. Die Christkatholiken übernahmen 1898 die Pfarrkirche, die vier Jahre zuvor errichtete Notkirche der Römisch-Katholiken wich 1962 einer neuen Pfarrkirche. Die Bevölkerungszahl war stets leicht ansteigend. Gleichzeitig wandelte sich Obermumpf von einer Bauern- zu einer Wohngemeinde.

## Wappen
Die Blasonierung des Gemeindewappens lautet: «In Gelb blaues Schwert mit schwarzem Knauf und blauer Schlüssel mit schwarzer Reide, kreuzweise gestellt.» 1936 erschien ein inoffizielles Gemeindewappen auf verschiedenen Vereinsfahnen, in gelbem Feld ein Rebstock auf grünem Dreiberg. Da bereits vier andere Gemeinden einen Rebstock in ihrem Wappen führten, schlug die kantonale Wappenkommission vor, das Wappen der Kirchenpatrone St. Peter und St. Paul anzuwenden, das seit 1738 über der Kirchentüre angebracht ist. Der Gemeinderat stimmte 1965 diesem Vorschlag zu.

## Sehenswürdigkeiten
Das Dorfbild ist geprägt von traufständigen Vielzweckbauten des späten 18. und des 19. Jahrhunderts. Die mehrheitlich gassenartig geschlossene Bebauung entlang der alten Strasse akzentuiert den Eindruck eines Strassendorfes. Etwas abseits, am Nordosthang des Loobergs, liegt der Kirchenbezirk. Die vom Friedhof umgebene christkatholische Pfarrkirche St. Peter und Paul entstand 1738 fast vollständig neu im barocken Stil, von der früheren Kirche ist der Turm aus dem späten 15. Jahrhundert erhalten geblieben. Neben der Kirche steht das christkatholische Pfarrhaus, dessen ältester Teil aus dem Jahr 1480 stammt.

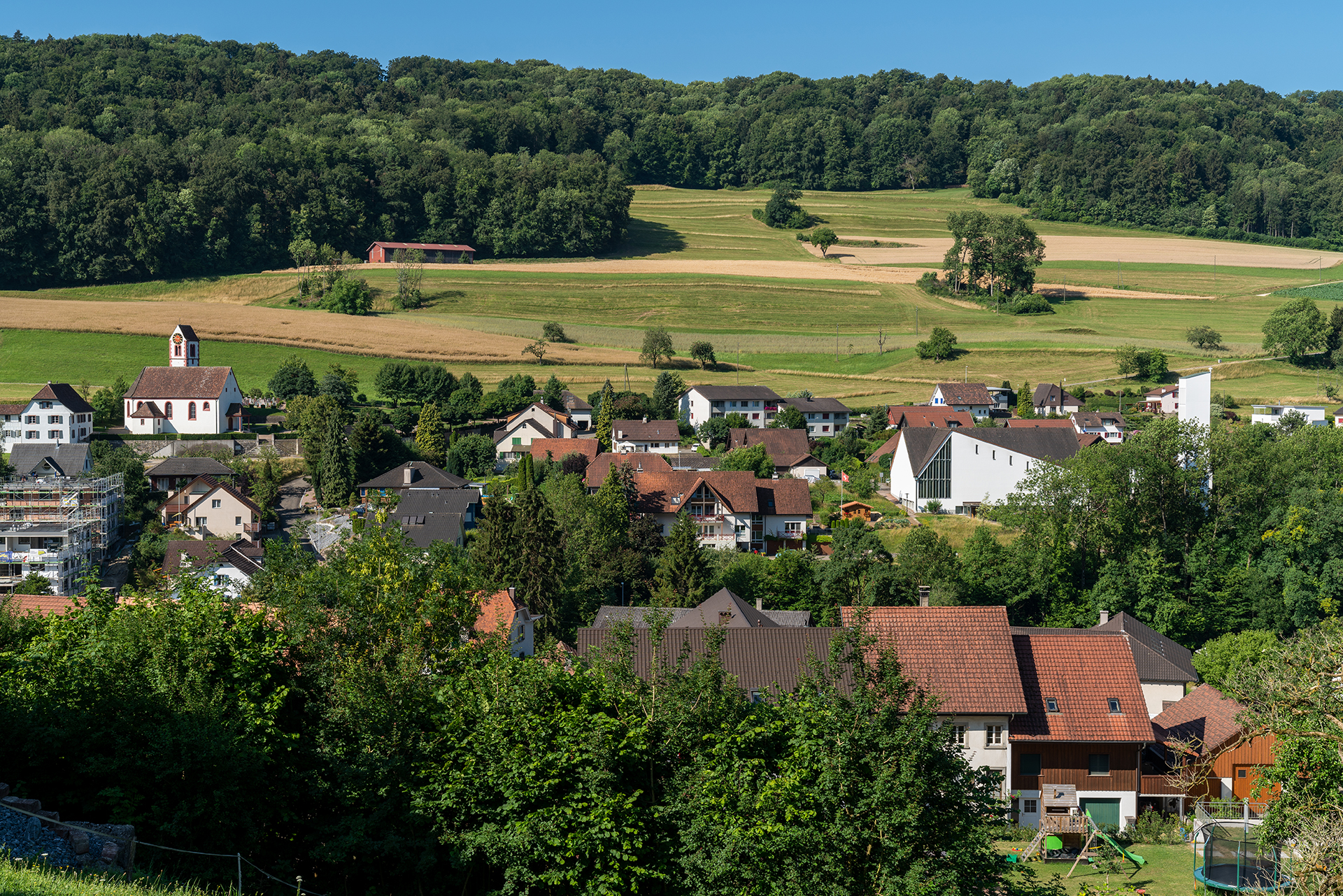
Blick auf s/w-Teil von Obermumpf
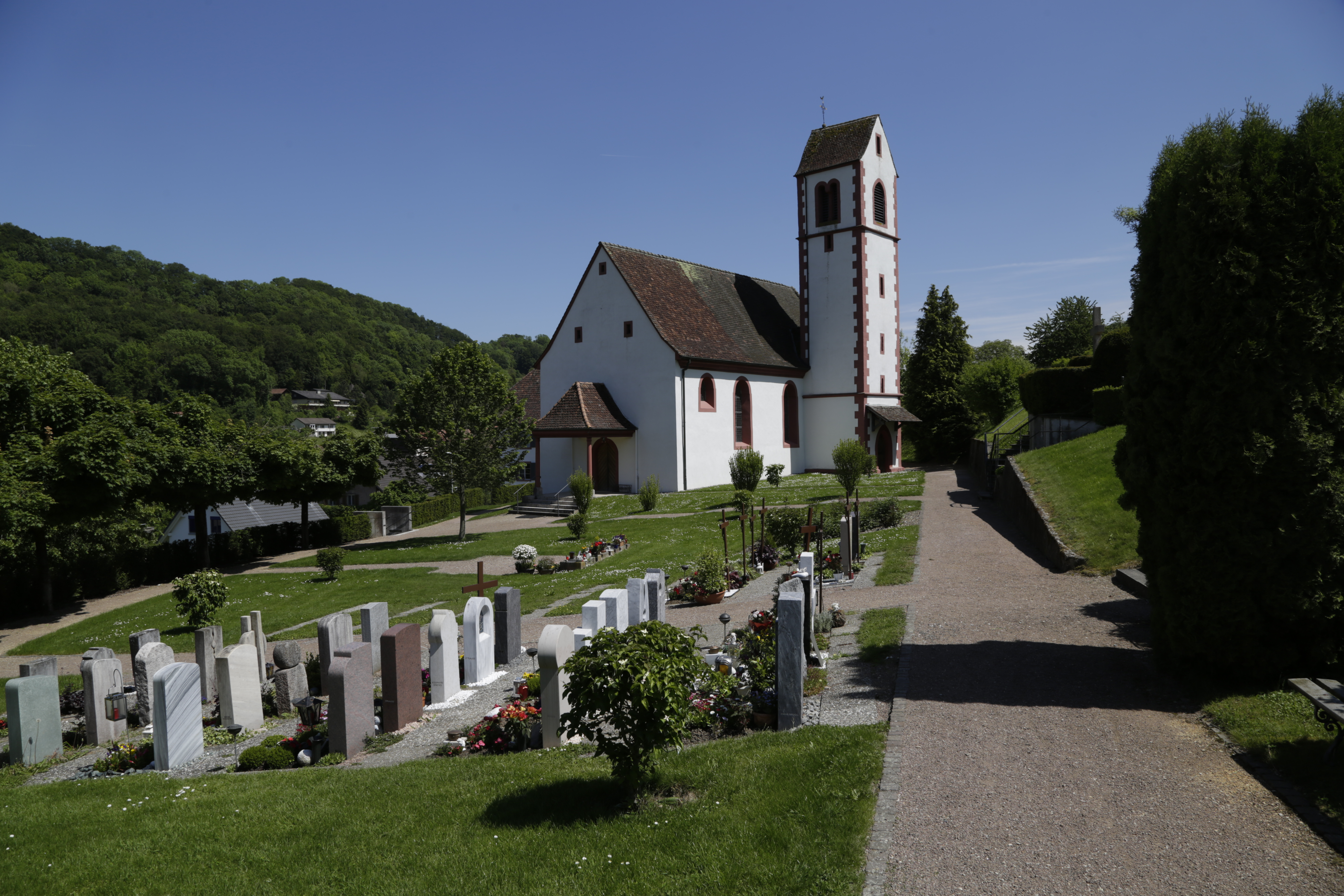
Christkatholische Kirche St. Peter und Paul
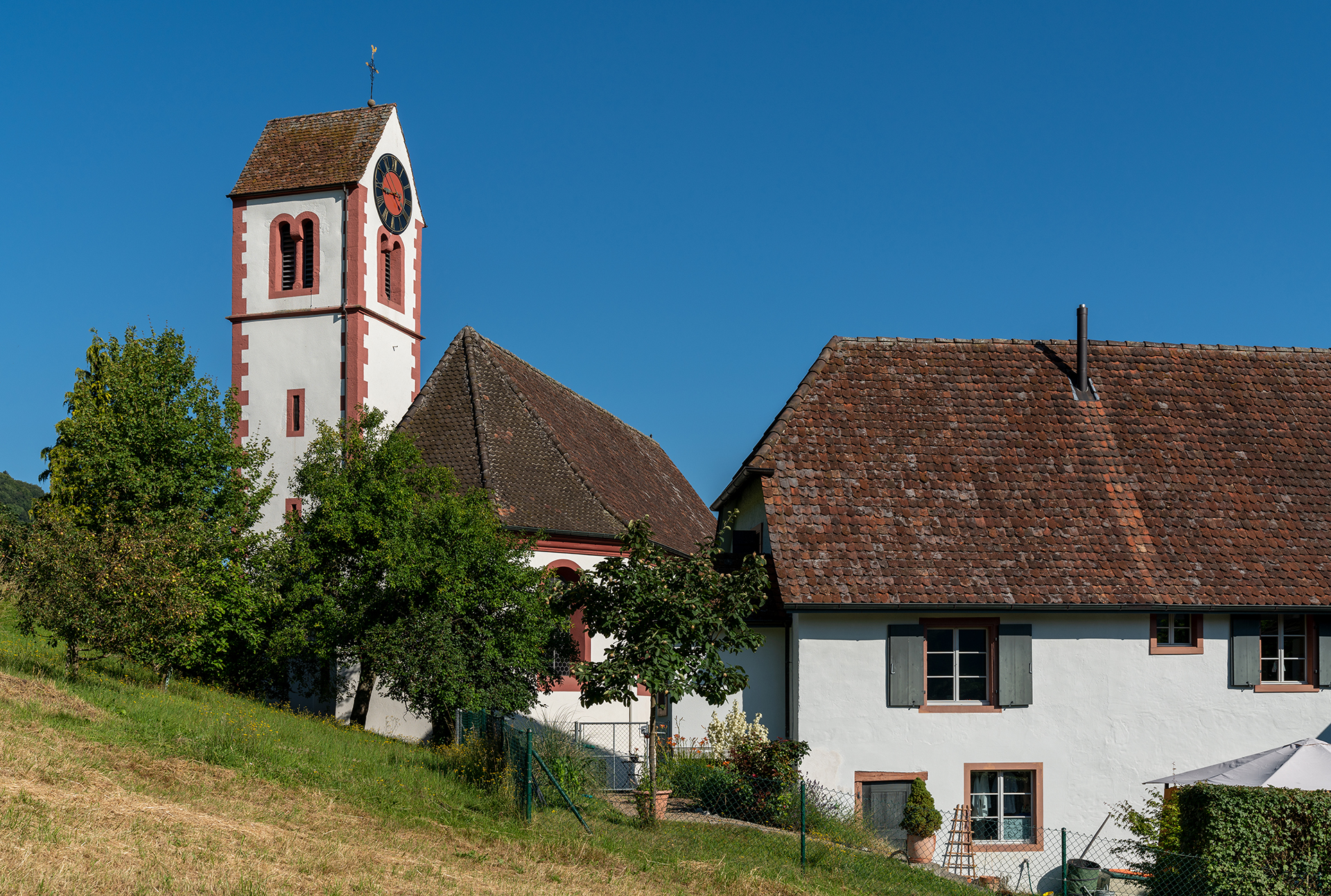
Christkatholische Kirche und Pfarrhaus
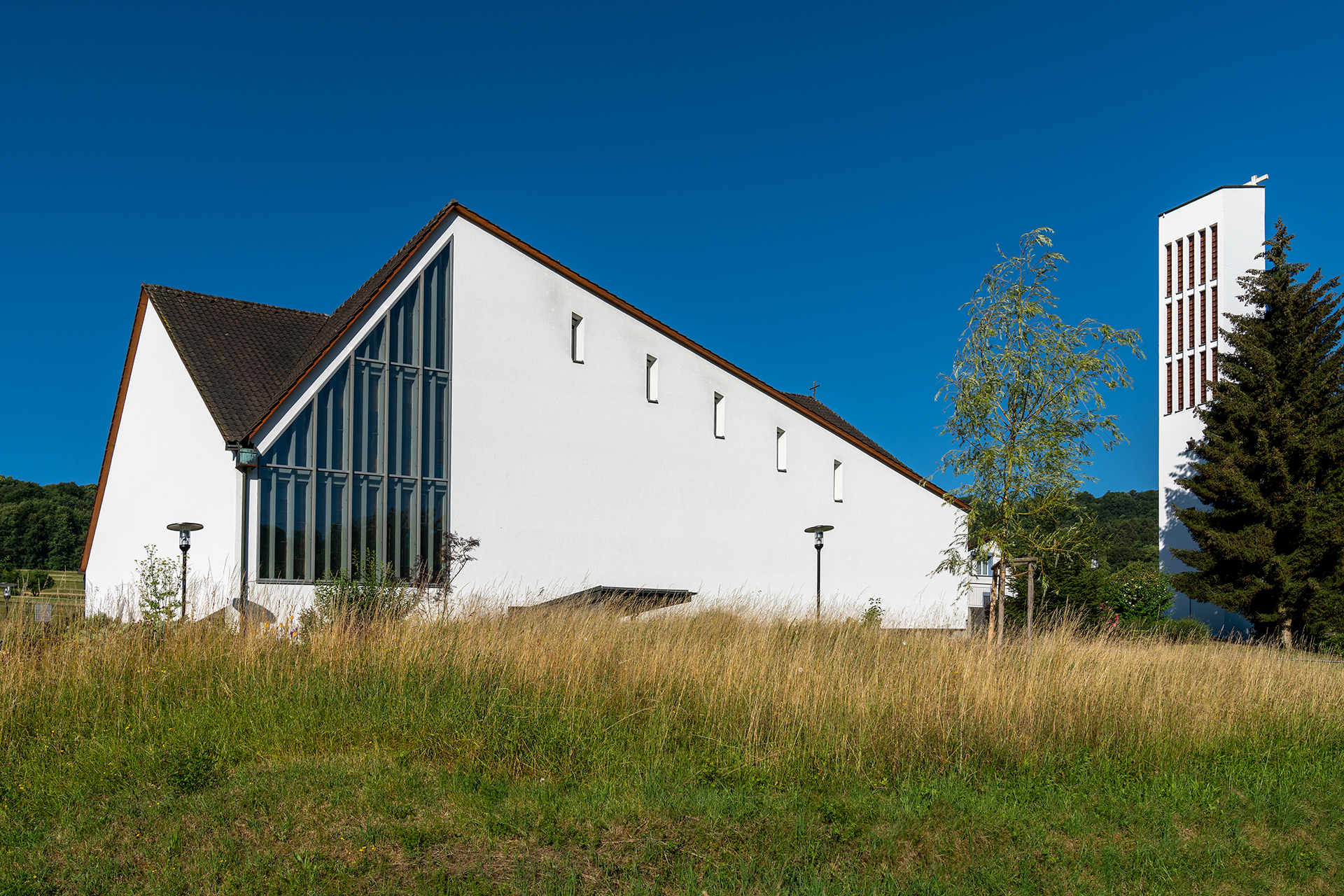
Römisch-katholische Kirche
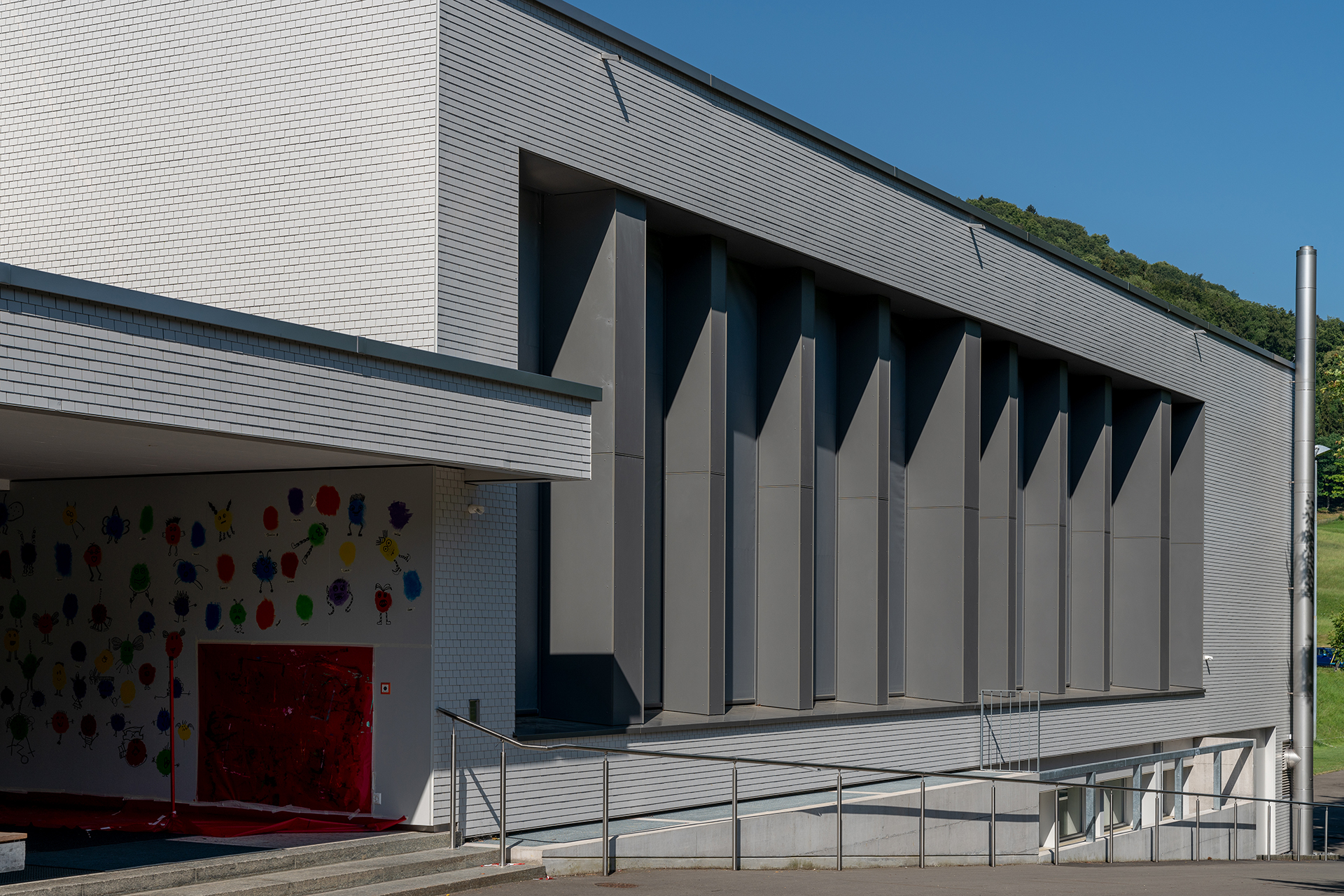
Turnhalle (Schulhaus)
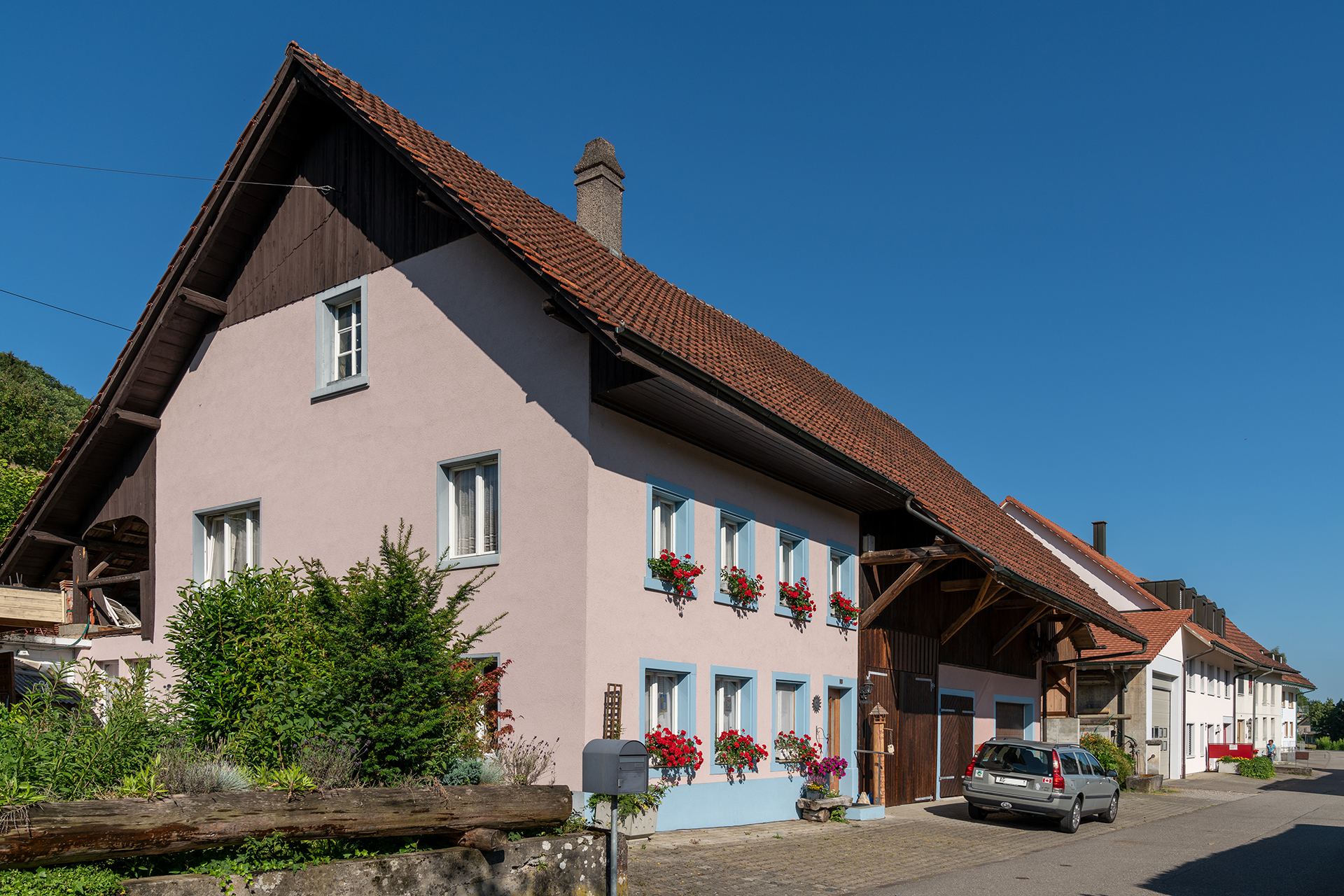
Hofnet
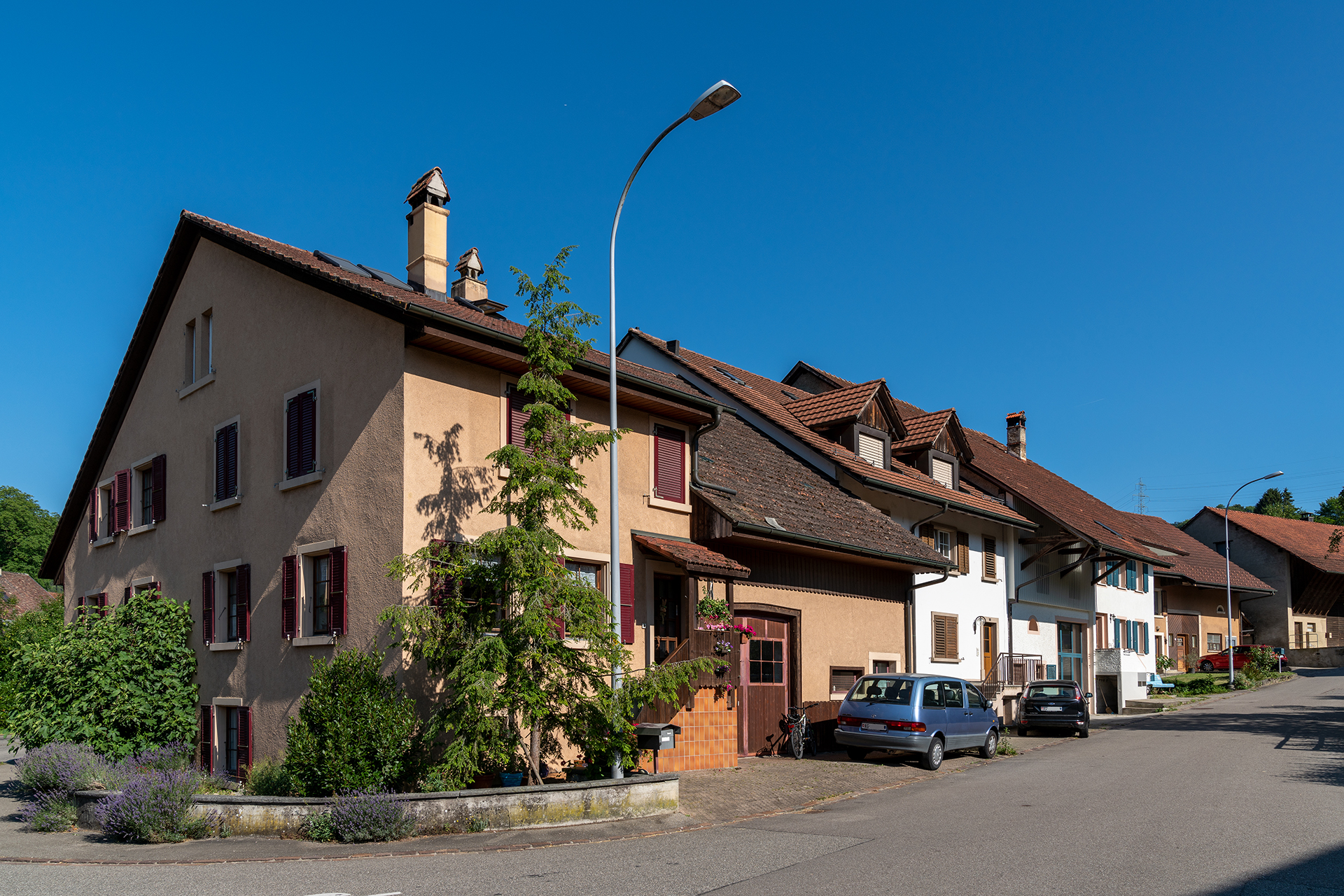
Oberdorf

## Bevölkerung
Die Einwohnerzahlen entwickelten sich wie folgt:
| Jahr      | 1768 | 1850 | 1900 | 1930 | 1950 | 1960 | 1970 | 1980 | 1990 | 2000 | 2010 | 2020 |
| Einwohner | 267  | 508  | 503  | 536  | 595  | 605  | 727  | 714  | 861  | 980  | 1020 | 1048 |

Am 31. Dezember 2023 lebten 1072 Menschen in Obermumpf, der Ausländeranteil betrug 19,9 %. Bei der Volkszählung 2015 bezeichneten sich 46,4 % als römisch-katholisch, 15,5 % als reformiert und 11,5 % als christkatholisch; 26,6 % waren konfessionslos oder gehörten anderen Glaubensrichtungen an. 93,0 % gaben bei der Volkszählung 2000 Deutsch als ihre Hauptsprache an, 3,5 % Albanisch und 1,3 % Französisch.

## Politik und Recht
Die Versammlung der Stimmberechtigten, die Gemeindeversammlung, übt die Legislativgewalt aus. Ausführende Behörde ist der fünfköpfige Gemeinderat. Er wird im Majorzverfahren vom Volk gewählt, seine Amtsdauer beträgt vier Jahre. Der Gemeinderat führt und repräsentiert die Gemeinde. Dazu vollzieht er die Beschlüsse der Gemeindeversammlung und die Aufgaben, die ihm vom Kanton zugeteilt wurden. Für Rechtsstreitigkeiten ist in erster Instanz das Bezirksgericht Rheinfelden zuständig. Obermumpf gehört zum Friedensrichterkreis XIV (Rheinfelden).

## Wirtschaft
In Obermumpf gibt es gemäss der im Jahr 2015 erhobenen Statistik der Unternehmensstruktur (STATENT) rund 150 Arbeitsplätze, davon 21 % in der Landwirtschaft, 29 % in der Industrie und 50 % im Dienstleistungssektor. Die meisten Erwerbstätigen sind Wegpendler und arbeiten in den grösseren Gemeinden des Fricktals und in der Agglomeration der Stadt Basel.
Weiterhin von Bedeutung ist der Weinbau. Am exponierten Südhang der Mumpferfluh war im Jahr 2018 eine Fläche von 5,4 Hektaren mit Reben bestockt. Angebaut werden zehn verschiedene Sorten, wobei Blauburgunder und Riesling × Sylvaner und Gewürztraminer überwiegen.

## Verkehr
Obermumpf liegt abseits der Hauptverkehrsachsen, ist aber über die von Mumpf nach Schupfart verlaufende Kantonsstrasse 491 gut erreichbar. Der nächstgelegene Anschluss der Autobahn A3 befindet sich bei Eiken. Die Anbindung an das Netz des öffentlichen Verkehrs erfolgt durch die Postautolinie vom Bahnhof Möhlin durch das Fischingertal nach Wegenstetten. An Wochenenden verkehrt ein Nachtbus von Möhlin durch das Möhlintal und das Fischingertal zurück nach Möhlin.

## Bildung
Die Gemeinde verfügt über einen Kindergarten und eine Primarschule. Nach der Aufhebung des Oberstufenzentrums Fischingertal in Mumpf vom Juli 2019 besuchen die Real- und Sekundarschüler den Unterricht an der Kreisschule Unteres Fricktal (KUF) in der Schulanlage Engerfeld Rheinfelden. Die Bezirksschule kann wahlweise in Rheinfelden oder Möhlin absolviert werden. Aufgrund einer interkantonalen Vereinbarung können Jugendliche aus Teilen des Fricktals das Gymnasium in Muttenz (Kanton Basel-Landschaft) oder in Basel absolvieren.